# 2655 Guangxi
2655 Guangxi eller 1974 XX är en asteroid i huvudbältet som upptäcktes den 14 december 1974 av Purple Mountain-observatoriet i Nanjing, Kina. Den är uppkallad efter den autonoma regionen Guangxi i Kina.